# Solikamsk
Solikamsk (Russisch: Соликамск) is een stad in de Russische kraj Perm.
In 2017 woonden er 94.628 mensen in de stad.
De naam is afgeleid van het woord sol (Russisch voor zout) en de rivier Kama, waaraan de stad is gelegen.
In Solikamsk is een groot magnesium-kombinat gevestigd. De omgeving van de stad en de rivier zijn mede hierdoor sterk vervuild.

## Ligging
Solikamsk ligt in het noordelijk deel van de oblast Perm aan een lus van de Kama, 368 kilometer van de hoofdstad Perm. Nabijgelegen plaatsen zijn Berezniki en Oesolje, beide ongeveer 20 km naar het zuiden.

## Geschiedenis

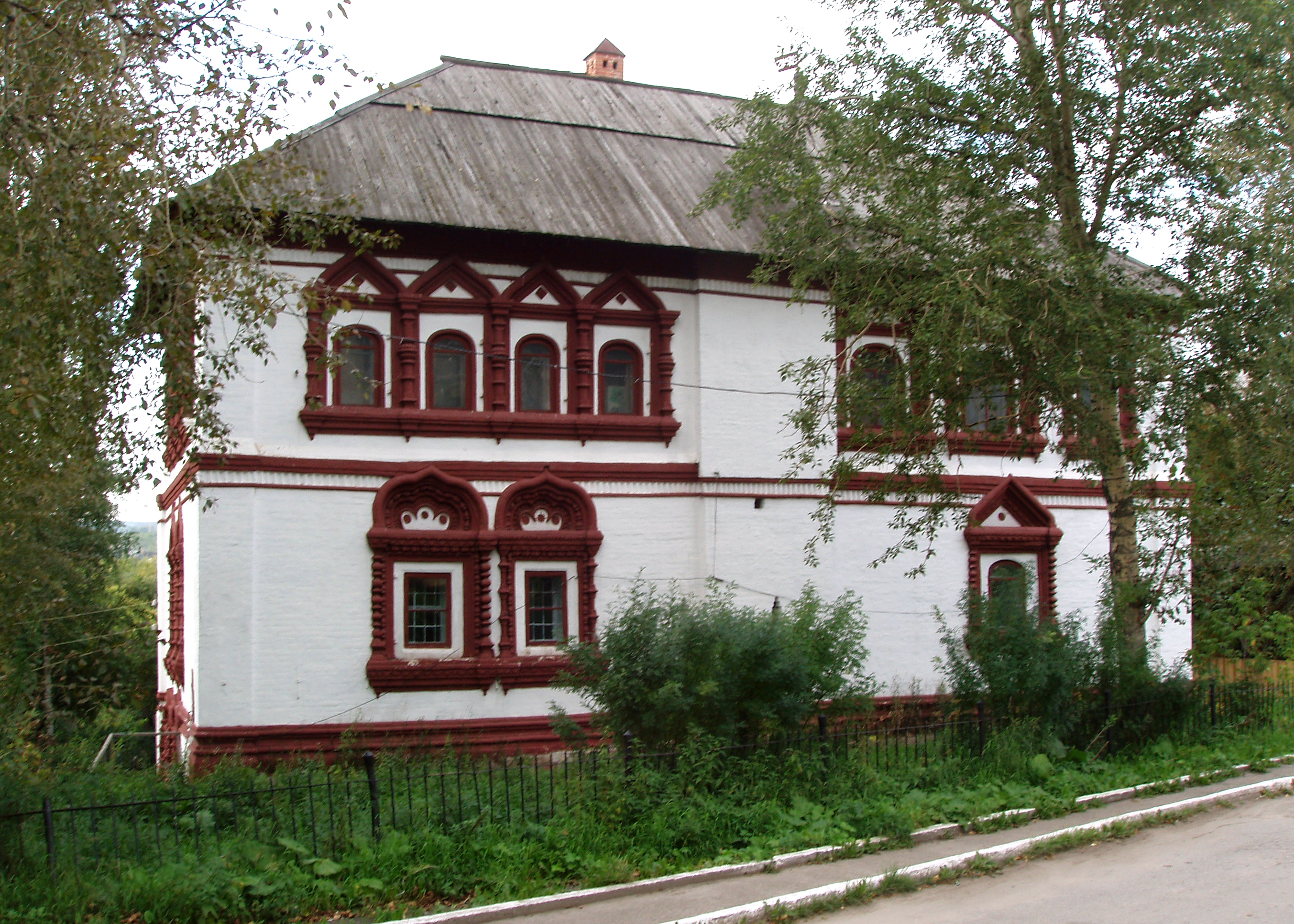
Woiwode- of Gouverneurswoning in Solikamsk

In 1430 werd Solikamsk voor het eerst genoemd in samenhang met de ontdekking van grote zoutvoorraden. Daarbij werd de naam Oesolje-na-Kamskom (zout aan de Kamsk) gebruikt. De plaats werd gesticht bij een heilige plek van de Komi-Permjaken en nabij een van hun dorpen. De gunstige geografische ligging met zoutlagen trok snel handelslui aan. In 1573 kreeg Oesolje stadsrechten en het ontwikkelde zich gedurende de 17e eeuw tot zouthoofdstad van Rusland en tot het enige centrum in de Kama-regio. Als naam werd inmiddels Solikamsk gebruikt. Het was een belangrijk knooppunt op weg naar Siberië en leverde meer dan de helft van de totale Russische zoutproductie.
Een nieuwe fase begon na de oktoberrevolutie, toen in 1925 de grootste voorraden kali- en magnesiumzouten (of potas) ter wereld werden ontdekt. In 1928 begon de winning ervan. In 1941 startte bovendien een papierfabriek. In de tweede helft van de 20e eeuw groeide de industriestad uit zijn grenzen: eerst werd de stad Borovsk (niet te verwarren met de gelijknamige stad in Centraal-Rusland) in 1959 opgeslokt; in de jaren 1980 breidden nieuwe woonwijken zich uit tot in het dal van de Klestovka.
In Borovsk stond in de Tweede Wereldoorlog krijgsgevangenenkamp 366 voor Duitse krijgsgevangenen.

## Bevolkingsontwikkeling
| jaar | aantal inwoners |
| ---- | --------------- |
| 1897 | 4.073           |
| 1939 | 33.722          |
| 1959 | 82.874          |
| 1970 | 88.595          |
| 1979 | 101.150         |
| 1989 | 110.098         |
| 2002 | 102.531         |
| 2010 | 97.384          |
| 2017 | 94.628          |

## Economie

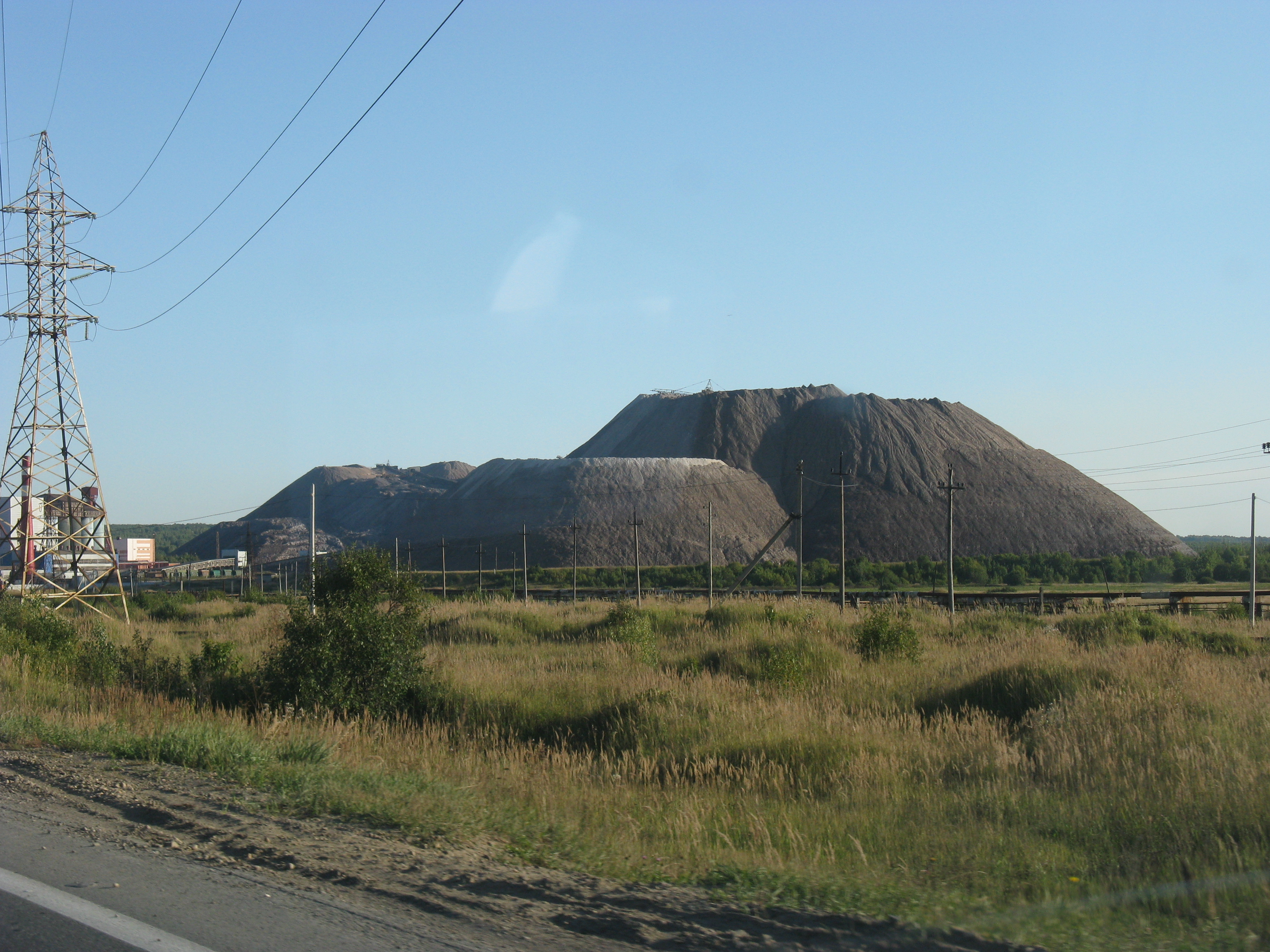
Afvalbergen als gevolg van mijnbouw

In Solikamsk staat het hoofdkantoor van Oeralkali. Grootste aandeelhouder is de Russische investeerder Suleiman Kerimov. Mijnbouw en kunstmestproductie bieden werkgelegenheid aan circa 10.000 personen, waarvan 30% ondergronds werkt. Het industriegebied Solikamsk-Berezniki is een twee-eenheid.
Solikamsk is eindstation van een spoorwegaftakking vanaf Perm. De belangrijke functie is de afvoer van kunstmest en andere mijnbouwproducten. Perm (en andere plaatsen in de omgeving) is ook per bus te bereiken. Jekaterinenburg is per trein te bereiken.

## Cultuur en bezienswaardigheden
Het cultureel erfgoed van Solikamsk telt een aantal oude kerken en andere gebouwen:
- Gouverneurswoning, (1673–1688), het oudste huis in het Oeralgebied.
- Een houten huis uit het begin van de 18e eeuw.
- Toertsjaninov's woning (1760-1780).
- Drie-eenheidskathedraal (1683–97) met vijf koepels en twee voorportalen (van Johannes de doper, gewijd in 1689; en van St. Nicolaas, gewijd in 1693). De architectuur is deels zonder vergelijk in Rusland.
- Achthoekige Solikamsk klokketoren gebouwd in 1713.
- Driekoningenkerk, met vijf koepels (1688–95) met iconenselectie uit een plaatselijk museum.
- Johannes de Doperkerk (1721–28) met een grote klokkentoren en een refter.
- Kathedraal van het kruis (1698–1709), door de Sovjets verbouwd tot een brouwerij. De koepel werd in 2009 hersteld; de palmet muurdecoraties zijn de oudste in hun soort in Rusland.
- Klooster van de heilige Drie-eenheid, met kloosterkerk (gebouwd in 1698–1704) met de hemelvaartskerk (gebouwd in 1731–1734, grotendeels op kosten van de Toertsjaninovs, een familie van industriëlen).
- Nonnenklooster Transfiguratie van de Heer met kloosterkerk met vijf koepels (1683-92) met klokkentoren en kleine kerk, gewijd in 1713.
- Geboortekerk, gebouwd vanaf 1714. Deels afgebroken door de bolsjewieken.
- Een oude zoutput, in gebruik sinds 1906, en het zoutmuseum inclusief de gebouwen van de Oest-Borovaja zoutfabriek uit 1878.[4]
- Het oudste bakstenen gebouw in het Oeralgebied is de Kerk van de Kruisafname (1678), in het voormalige dorp Verch-Borovaja, 20 km ten noorden van Solikamsk.

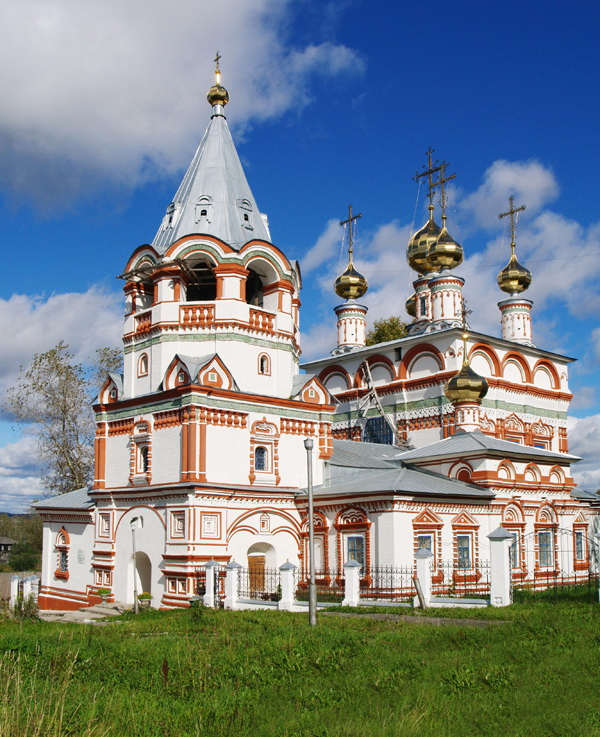
Driekoningenkerk, 1688–1695
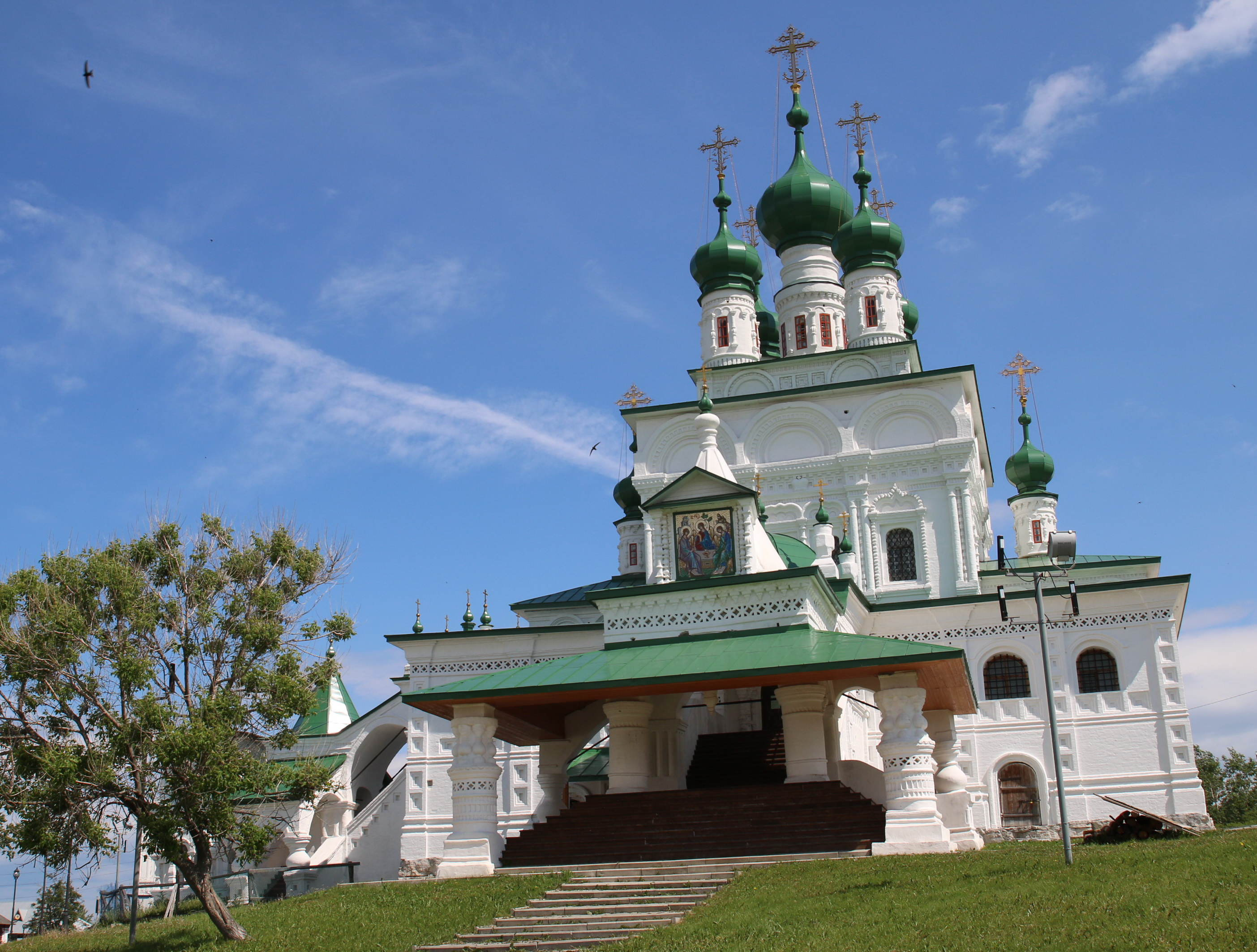
Drie-eenheids kathedraal, 1683–1697
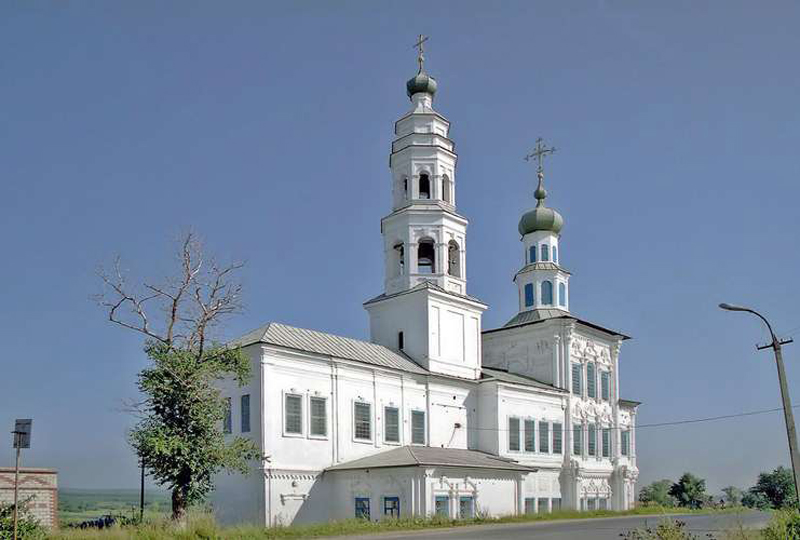
Johannes de Doperkerk, 1721–1728
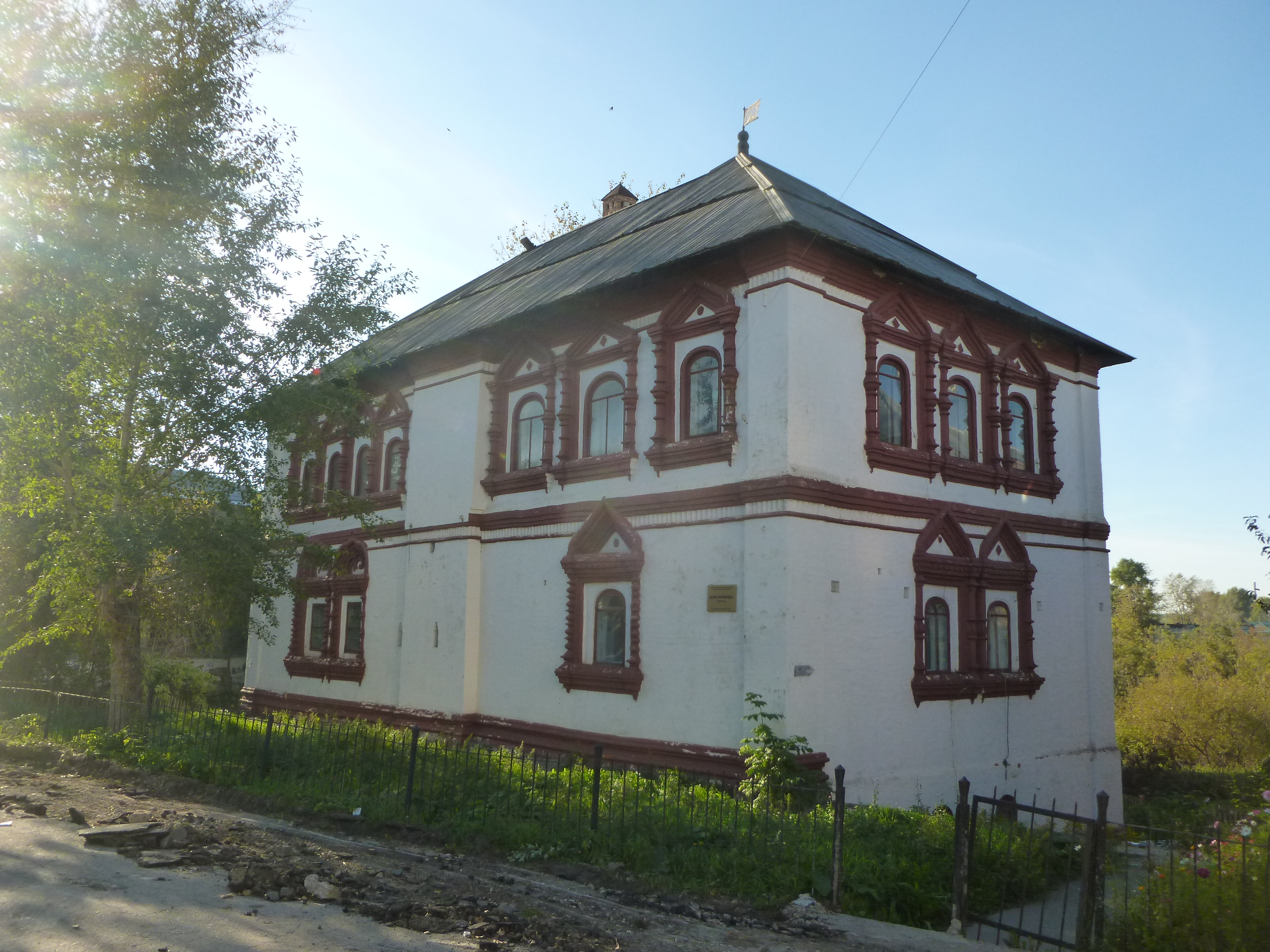
Gouverneurswoning, 1673–1688
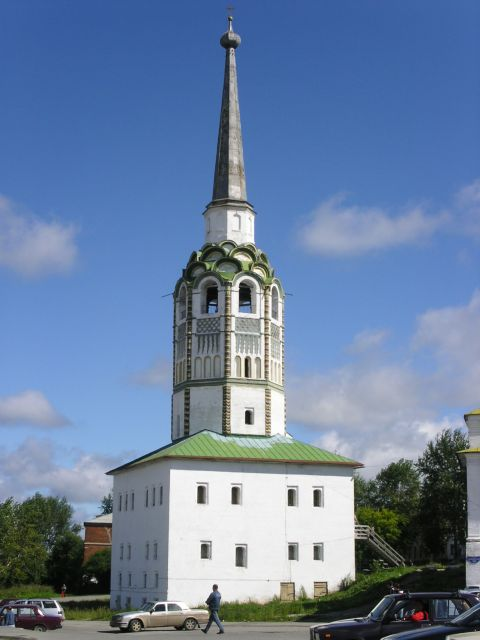
Solikamsk klokkentoren, 1713